# 三島浩司 (作家)
三島 浩司（みしま こうじ、1969年 - ）は、日本のSF作家。広島県出身。大阪府豊中市在住。

## 経歴・人物
関西大学工学部電子工学科卒業。1994年に寺崎電気産業株式会社に入社したが、1999年に退社。その後小説執筆を続け、2002年に『ルナ Orphan's Trouble』で第4回日本SF新人賞を受賞した。2011年12月、『ダイナミックフィギュア』（上・下）が第32回日本SF大賞の候補作となっている。

## 作品リスト

### 単行本
- 雨と百合とそこに落ちぬ影 （新風舎、1996年11月）
- 共鳴ジギタリス （東京図書出版、1999年9月）
- 時限交際 （文藝書房、1999年9月）
- イゾニスト （東洋出版、2000年2月）
- ルナ Orphan's Trouble （徳間書店、2003年6月）
- Muramura 満月の人獣交渉史 （徳間書店、2005年3月）
- シオンシステム （徳間書店、2007年12月 / ハヤカワ文庫JA、2012年2月）
- ダイナミックフィギュア（上・下） （早川書房、2011年2月 / ハヤカワ文庫JA、2013年5月）
- ガーメント （角川書店、2013年5月）
- 高天原探題 （早川書房、2013年8月）
- ウルトラマンデュアル （早川書房、2016年1月 / ハヤカワ文庫JA、2018年6月）
- ウルトラマンデュアル 2 （ハヤカワ文庫JA、2018年9月）
- クレインファクトリー （徳間文庫、2021年4月）

### 雑誌掲載作品
- 「MURA MURA」 - 『SFJapan』2004 春季号（徳間書店、2004年4月）
- 「スカノポジ」 - 『SFJapan』2004年 冬季号（徳間書店、2004年11月）
- 「シオンシステム 続前篇」 - 『SFJapan』2008 Summer（徳間書店、2008年7月）
- 「シオンシステム 続後篇」 - 『SFJapan』2008 Winter（徳間書店、2008年12月）
- 「マッスルハウス」 - 『日本ロボット学会誌』31巻10号、2013年10月
- 「ペアチと太郎」 - 『人工知能 : 人工知能学会誌』30巻7号、2015年7月
  - 『人工知能の見る夢は AIショートショート集』（文春文庫、2017年5月）に収録された。